# Vuelta a Costa Rica 2022
Fue la 56.ª edición de la competición ciclista Vuelta a Costa Rica (oficialmente: Vuelta Internacional a Costa Rica 2022) se celebró del 16 al 25 de diciembre del 2022, inició en la ciudad de Heredia en la provincia del Heredia y finalizó en la ciudad de Heredia en la provincia de Heredia. El recorrido constó de un total de 10 etapas sobre una distancia de 1076.8 km. La prueba regresa al panorama Internacional tras dos años de ausencia por la pandemia del Covid-19.
La carrera formó parte del UCI America Tour 2023 bajo la categoría 2.2. La misma recorrerá parte del territorio costarricense arrancando el 16 de diciembre con la etapa más larga y finalizando con el tradicional circuito Presidente el día de Navidad.

## Equipos participantes
Tomaron la partida un total de catorce equipos 5 son las escuadras Internacionales
Team Banco Guayaquil de Ecuador
Movistar Best PC Ecuador
Team ProCyclingStats.com de Holanda
Team Herrera Sport de Colombia 
Panamá Cultura y Valores de Panamá
quienes conformaron un pelotón de 99 ciclistas de los cuales finalizaron 79.
| Equipos                            |
| ---------------------------------- |
| 7C- Economy -Wilier                |
| TeamCostafrut – Go Rigo Go - Giant |
| Colono Bikestation Clips           |
| Distribuidora Cruz - Java - Trama  |
| Zebol - Elky                       |
| Carithos Cycling Team              |
| Arroz Halcón - Parabrisas Morales  |
| CMS - Prefabricados San Carlos     |
| Team Montoya - BCT                 |
| Selección de Costa Rica            |

### Equipos extranjeros
| Equipos                      |
| ---------------------------- |
| Team Banco Guayaquil Ecuador |
| Movistar Best PC             |
| Team ProCyclingStats.com     |
| Team Herrera Sport           |
| Panamá Cultura y Valores     |

## Recorrido[3]
| Etapa | Fecha           | Recorrido                      | Km    | Ganador            | Líder              |
| 1.ª   | 16 de diciembre | Heredia-Liberia                | 199.1 | Daniel Bonilla     | Daniel Bonilla     |
| 2.ª   | 17 de diciembre | Liberia-Nicoya                 | 122.7 | Jason Huertas      | Daniel Bonilla     |
| 3a.ª  | 18 de diciembre | Nicoya-Puntarenas              | 125.9 | Jason Huertas      | Jason Huertas      |
| 4.ª   | 19 de diciembre | Puntarenas-Grecia              | 79.4  | Kevin Rivera       | Franklin Archibold |
| 5.ª   | 20 de diciembre | San Ramón - Berlín             | 94    | Daniel Bonilla     | Daniel Bonilla     |
| 6.ª   | 21 de diciembre | La Unión - Pérez Zeledón       | 120.7 | Sebastián Moya     | Marco Suesca       |
| 7.ª   | 22 de diciembre | Pérez Zeledón - La Unión       | 129.6 | Alexis Quinteros   | Marco Suesca       |
| 8.ª   | 23 de diciembre | Paraíso-Paraíso                | 94.1  | Carlos Gutiérrez   | Marco Suesca       |
| 9.ª   | 24 de diciembre | Cot-La Pastora (Cronoescalada) | 12.3  | Marco Suesca       | Marco Suesca       |
| 10.ª  | 25 de diciembre | Heredia-HerediaHeredia         | 100   | Franklin Archibold | Marco Suesca       |

## Clasificaciones finales
Después de realizado el evento así fueron los resultados.

### Clasificación general
| Posición            | Ciclista         | Equipo                                  | Tiempo           |
| ------------------- | ---------------- | --------------------------------------- | ---------------- |
| Líder de la general | Marco Suesca     | Movistar Best PC                        | 28 h 56 min 22 s |
| 2.º                 | Carlos Gutiérrez | Team Banco Guayaquil Ecuador            | a 2 min 37 s     |
| 3.º                 | Daniel Bonilla   | Colono Construcción Bike Station        | a 12 min 01 s    |
| 4.º                 | Sergio Arias     | Viro - Colono Construcción Bike Station | a 12 min 05 s    |
| 5.º                 | kevin Rivera     | Selección Nacional de Costa Rica        | a 13 min 47 s    |
| 6.º                 | Joseph Chavarría | 7C - Economy - Willier                  | a 14 min 05 s    |
| 7.º                 | Gabriel Rojas    | Selección Nacional de Costa Rica        | a 14 min 09 s    |
| 8.º                 | Brian Salas      | 7C - Economy - Willier                  | a 21 min 38 s    |
| 9.º                 | Randish Lorenzo  | Panamá es Cultura y Valores             | a 22 min 51 s    |
| 10.º                | Paul Betancourt  | Zebol - Elky                            | a 24 min 07 s    |

### Clasificación por puntos
| Posición         | Ciclista         | Equipo                      | Puntos |
| ---------------- | ---------------- | --------------------------- | ------ |
| Líder por puntos | Marco Suesca     | Movistar Best PC            | 137    |
| 2.º              | Erasmo Archibold | Panamá Es Cultura y Valores | 117    |
| 3.º              | Carlos Gutiérrez | Ópticas Deluxe              | 114    |

### Clasificación de la montaña
| Posición            | Ciclista          | Equipo                       | Puntos |
| ------------------- | ----------------- | ---------------------------- | ------ |
| Líder de la montaña | Robinson Chalapud | Team Banco Guayaquil Ecuador | 47     |
| 2.º                 | Wilson Haro       | Team Banco Guayaquil Ecuador | 39     |
| 3.º                 | kevin Rivera      | Selección de Costa Rica      | 34     |

### Clasificación sub-23
| Posición            | Ciclista        | Equipo                  | Puntos            |
| ------------------- | --------------- | ----------------------- | ----------------- |
| Líder de los sub-23 | Gabriel Rojas   | SELECCION DE COSTA RICA | 29 h 10 min 31 s  |
| 2.º                 | Kevin Granados  | 7C-ECONOMY-LACOINEX     | a 50 min 26 s     |
| 3.º                 | Donovan Ramírez | SELECCION DE COSTA RICA | a 1 h 11 min 55 s |

### Clasificación por equipos
| Posición          | Equipo                       | Tiempo        |
| ----------------- | ---------------------------- | ------------- |
| Líder por equipos | Team Banco Guayaquil Ecuador | 87:30:05      |
| 2.º               | Colono Bikestation Clips     | a 7 min 35 s  |
| 3.º               | 7C - Economy - Willier       | a 17 min 52 s |
| 4.º               | Movistar Best PC             | a 24 min 35 s |
| 5.º               | Selección de Costa Rica      | a 44 min 51 s |

## Evolución de las clasificaciones
| Etapa                   | Ganador de etapa        | Clasificación general | Clasificación por puntos | Clasificación de la montaña | Clasificación de los jóvenes | Clasificación por equipos        |
| ----------------------- | ----------------------- | --------------------- | ------------------------ | --------------------------- | ---------------------------- | -------------------------------- |
| 1.ª                     | Daniel Bonilla          | Daniel Bonilla        | Daniel Bonilla           | Jason Huertas               | Gabriel Rojas                | Team Banco Guayaquil Ecuador     |
| 2.ª                     | Jason Huertas           | Daniel Bonilla        | Jason Huertas            | Jason Huertas               | Gabriel Rojas                | Team Banco Guayaquil Ecuador     |
| 3.ª                     | Jason Huertas           | Jason Huertas         | Jason Huertas            | Jason Huertas               | Gabriel Rojas                | Team Banco Guayaquil Ecuador     |
| 4.ª                     | Kevin Rivera            | Franklin Archibold    | Jason Huertas            | Jason Huertas               | Gabriel Rojas                | Panamá es Cultura y Valores      |
| 5.ª                     | Daniel Bonilla          | Daniel Bonilla        | Jason Huertas            | Kevin Rivera                | Gabriel Rojas                | Colono Construccion Bike Station |
| 6.ª                     | Sebastián Moyà          | Marco Suesca          | Jason Huertas            | Robinson Chalapud           | Gabriel Rojas                | Colono Construccion Bike Station |
| 7.ª                     | Alexis Quinteros        | Marco Suesca          | Marco Suesca             | Robinson Chalapud           | Gabriel Rojas                | Team Banco Guayaquil Ecuador     |
| 8.ª                     | Carlos Gutiérrez        | Marco Suesca          | Marco Suesca             | Robinson Chalapud           | Gabriel Rojas                | Team Banco Guayaquil Ecuador     |
| 9.ª                     | Marco Suesca            | Marco Suesca          | Marco Suesca             | Robinson Chalapud           | Gabriel Rojas                | Team Banco Guayaquil Ecuador     |
| 10.ª                    | Franklin Archibold      | Marco Suesca          | Marco Suesca             | Robinson Chalapud           | Gabriel Rojas                | Team Banco Guayaquil Ecuador     |
| Clasificaciones finales | Clasificaciones finales | Marco Suesca          | Marco Suesca             | Robinson Chalapud           | Gabriel Rojas                | Team Banco Guayaquil Ecuador     |